# Georg Otto von Ehrenstein

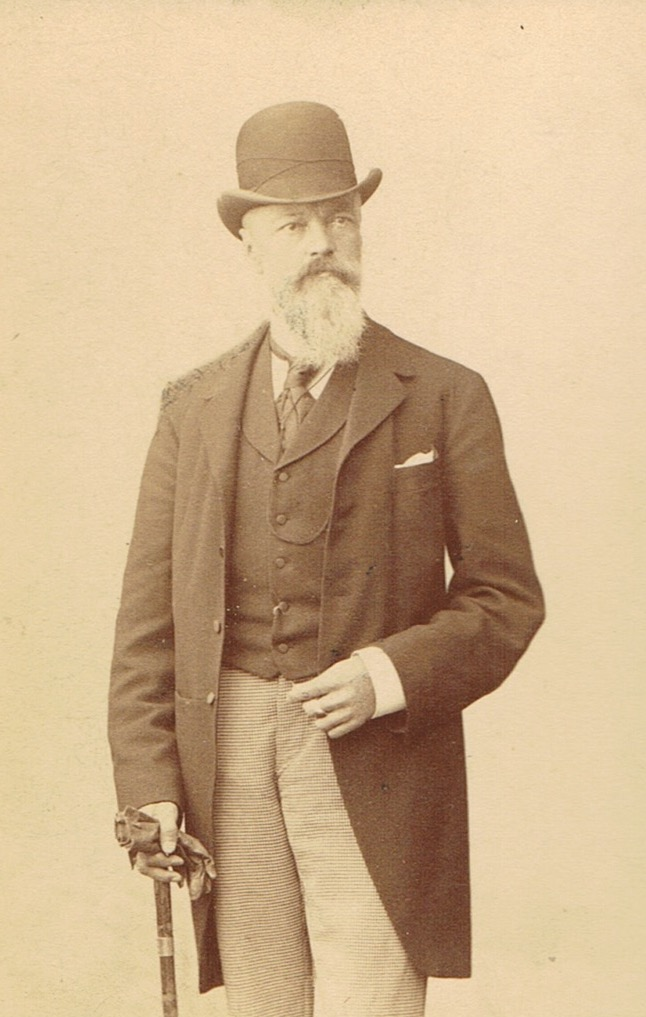
Georg Otto von Ehrenstein 1904

Georg Otto von Ehrenstein (* 19. Januar 1835 in Dresden; † 3. November 1907 ebenda) war ein sächsischer Politiker.

## Leben
Der Sohn des späteren königlich-sächsischen Staats- und Finanzministers Karl Wolf von Ehrenstein (1805–1865) besuchte die Kreuzschule in Dresden und studierte anschließend an der Universität Leipzig. Seine Beamtenlaufbahn begann er 1860 als Assessor bei der Kreisdirektion Bautzen. Es folgten Stationen beim Gerichtsamt Chemnitz und der Kreisdirektion Zwickau. Nach dem Staatsexamen für den höheren Verwaltungsdienst wurde er 1866 Regierungsassessor bei der Kreisdirektion Dresden. Im selben Jahr wurde ihm vertretungsweise die Leitung der Amtshauptmannschaft Pirna und zwei Jahre später die der Amtshauptmannschaft Annaberg übertragen. 
Von 1868 bis 1875 war Ehrenstein Amtshauptmann der Amtshauptmannschaft Rochlitz und von 1875 bis 1882 Amtshauptmann der Amtshauptmannschaft Pirna. Danach war Ehrenstein Regierungsrat im Königlich-sächsischen Ministerium des Innern und in dieser Eigenschaft auch stellvertretender Bevollmächtigter zum Bundesrat. Vom 1. Oktober 1887 bis zum 31. März 1906 war er Kreishauptmann von Leipzig.
Ehrenstein war 1875 Mitbegründer des Konservativen Landesvereins in Sachsen. Als Abgeordneter des Konservativen Landesvereins war er von 1873 bis 1879 Mitglied in der II. Kammer des Sächsischen Landtags. Ehrenstein verstarb 1907 in Dresden und wurde auf dem dortigen St.-Pauli-Friedhof beigesetzt.

## Familie
Ehrenstein heiratete im Jahr 1878 Anna Philippine Eleonore Freiin von Palm (1859–1895). Nach deren Tod nahm er Mathilde Mary Newman (* 16. Januar 1846 in Altona; † 30. Mai 1911 in Hamburg), die Tochter des Großkaufmanns Henry Newman, zur Frau. Seine älteste Tochter Anna von Ehrenstein leitete von 1918 bis 1951 als Oberin das Diakonissen-Mutterhaus
am Lazarus-Krankenhaus in Berlin. Sohn seiner zweiten Tochter Elfriede 
(verh. mit dem Pfarrer Ludwig Jancke) ist der Physiker
Hans Jancke. Deren Enkel ist der Mathematiker und Informatiker Gunther Schmidt. Heutige Namensträger von Ehrenstein stammen ab von seinem Sohn Wolf; sie finden sich vor allem in Südtirol.

## Ehrungen
1897 erhielt er von der Universität Leipzig den Ehrendoktortitel. Anlässlich des Ausscheidens aus dem Amt des Kreishauptmanns und in Anerkennung seiner Tätigkeit wurde ihm am 14. Februar 1906 die Ehrenbürgerwürde der Stadt Leipzig verliehen. Im selben Jahr wurde die Ehrensteinstraße in Leipzig (Ortsteile Zentrum-Nord und Gohlis) nach ihm benannt.